# Knysna
Knysna (pronunciado [ˈnaɪznə]; probablemente palabra del Khoikhoi) cuyo significado es "helechos") es una ciudad con 76.431 de habitantes localizada provincia Occidental del Cabo en Sudáfrica y parte de la Garden Route. La ciudad se encuentra 34º al sur del ecuador y a 72 kilómetros al este de la ciudad de George por la carretera N2, y 25 kilómetros al oeste de Plettenberg Bay, por la misma carretera.

## Clima
Knysna tiene un clima oceánico. Los veranos son calurosos y los inviernos levemente fríos. Durante el verano, el promedio de las temperaturas máxmimas llegan a 25 °C y muy pocas veces llega a los 30 °C. El promedio de las temperaturas máximas durante los meses de invierno está entre 16 °C y 17 °C. Knysna tiene un buen porcentaje de precipitaciones en Sudáfrica durante la época más húmeda del año entre octubre y diciembre. Knysna es verde en todas las estaciones, y su clima templado hace que sea un destino turístico durante todo el año.
| Parámetros climáticos promedio de Knysna | Parámetros climáticos promedio de Knysna | Parámetros climáticos promedio de Knysna | Parámetros climáticos promedio de Knysna | Parámetros climáticos promedio de Knysna | Parámetros climáticos promedio de Knysna | Parámetros climáticos promedio de Knysna | Parámetros climáticos promedio de Knysna | Parámetros climáticos promedio de Knysna | Parámetros climáticos promedio de Knysna | Parámetros climáticos promedio de Knysna | Parámetros climáticos promedio de Knysna | Parámetros climáticos promedio de Knysna | Parámetros climáticos promedio de Knysna |
| Mes                                      | Ene.                                     | Feb.                                     | Mar.                                     | Abr.                                     | May.                                     | Jun.                                     | Jul.                                     | Ago.                                     | Sep.                                     | Oct.                                     | Nov.                                     | Dic.                                     | Anual                                    |
| ---------------------------------------- | ---------------------------------------- | ---------------------------------------- | ---------------------------------------- | ---------------------------------------- | ---------------------------------------- | ---------------------------------------- | ---------------------------------------- | ---------------------------------------- | ---------------------------------------- | ---------------------------------------- | ---------------------------------------- | ---------------------------------------- | ---------------------------------------- |
| Temp. máx. media (°C)                    | 26                                       | 26                                       | 25                                       | 24                                       | 23                                       | 21                                       | 21                                       | 21                                       | 21                                       | 22                                       | 23                                       | 25                                       | 23.2                                     |
| Temp. mín. media (°C)                    | 15                                       | 16                                       | 15                                       | 12                                       | 10                                       | 8                                        | 7                                        | 8                                        | 9                                        | 11                                       | 12                                       | 14                                       | 11.4                                     |
| Precipitación total (mm)                 | 62.4                                     | 55.2                                     | 81                                       | 60.2                                     | 38.5                                     | 31.7                                     | 35.9                                     | 67.5                                     | 44.2                                     | 86.5                                     | 93.7                                     | 62.5                                     | 719.3                                    |
| Días de lluvias (≥ )                     | 14                                       | 12                                       | 14                                       | 12                                       | 9                                        | 10                                       | 10                                       | 12                                       | 12                                       | 14                                       | 13                                       | 13                                       | 145                                      |
| Fuente n.º 1: World Weather Online       |                                          |                                          |                                          |                                          |                                          |                                          |                                          |                                          |                                          |                                          |                                          |                                          |                                          |
| Fuente n.º 2: Holiday Weather.com        |                                          |                                          |                                          |                                          |                                          |                                          |                                          |                                          |                                          |                                          |                                          |                                          |                                          |